# 올리비아 A. 데이비드슨
올리비아 아메리카 데이비드슨 워싱턴(Olivia America Davidson Washington, 1854년 6월 11일 – 1889년 5월 9일)은 미국의 교사이자 교육자였다.
그녀는 자유민으로 버지니아주에서 올리비아 아메리카 데이비드슨이라는 이름으로 태어났다. 그녀의 가족이 자유주인 오하이오주로 이주한 후, 그녀는 공립 학교에 다녔고 나중에 대학에 진학했다.
데이비드슨은 1881년부터 부커 T. 워싱턴에 의해 터스키기 대학교의 교사이자 부교장으로 고용되었다. 이 역할에서 그녀는 특히 흑인 여성 교육에 대해 기금을 모으고 공개 연설을 했다. 1885년에 그녀는 워싱턴과 결혼했다. 그녀는 그의 두 번째 아내였으며, 그들은 두 아들을 두었으며, 그의 첫 번째 결혼으로 패니 스미스 워싱턴과의 딸인 포샤 워싱턴을 길렀다. 올리비아 워싱턴은 4년 후 결핵으로 사망했다.

## 어린 시절과 교육
올리비아 아메리카 데이비드슨은 1854년 6월 11일 버지니아주 머서군(현재의 머서군 (웨스트버지니아주))에서 자유민으로 태어났다. 그녀의 어머니는 자유 유색인이었고, 그녀의 아버지 엘리아스 데이비드슨은 노예에서 해방되었다. 그는 농업에 종사했다. 노예 제도 법률에 따라 자녀는 어머니의 신분을 따랐다. 올리비아에게는 최소 두 명의 자매와 한 명의 형제가 있었는데, 모두 자유민으로 태어났다. 올리비아가 어렸을 때, 그녀의 가족은 자유 흑인에 대한 차별 대우 때문에 서부 버지니아를 떠났다.
그들은 자유주인 아이언턴, 오하이오주로 이사했다. 그녀의 아버지가 돌아가신 얼마 후, 가족은 올버니, 오하이오주로 이사했다. 데이비드슨은 공립 학교에서 계속 공부했다. 1870년경, 그녀는 언니 메리와 매형 노아 엘리엇과 함께 갈리폴리스에 살고 있었다. 그녀의 언니는 재봉사이자 모자 제작자였는데, 콜럼버스 (오하이오주)의 더 큰 도시에 정착하기 전에 남편과 함께 여러 번 이사했다.

## 교육 경력
1870년, 16세의 나이로 데이비드슨은 오하이오, 미시시피, 아칸소 주의 마을에서 교편을 잡기 시작했다. 1874년, 그녀는 멤피스 (테네시주)의 새로운 클레이 스트리트 학교(현재 부커 T. 워싱턴 고등학교)에서 6학년 교사가 되었다. 그녀의 언니 마거릿도 이곳에서 교사였고, 그들의 오빠 조셉도 이 도시에서 살며 일했다. 그녀의 교장은 데이비드슨이 권고한 변경 사항을 시행했다. 올리비아가 멤피스에 있을 때, 그녀의 언니 마거릿이 사망했다. 1878년, 그들의 오빠 조셉은 쿠 클럭스 클랜에 의해 살해되었는데, 이는 흑인 투표를 억압하기 위한 폭력의 시기였다. 데이비드슨은 그 직후 오하이오로 돌아왔다.
그 해, 그녀는 버지니아에 있는 햄프턴 연구소(현재 햄프턴 대학교)에 상급생으로 입학했다. 그녀는 1879년 5월 22일 졸업 연사 중 한 명이었다. 그곳에서 그녀는 프레이밍햄의 주립 사범학교(현재 프레이밍햄 주립 대학교)에 다녔고, 그곳에서 교육학을 공부했다. 데이비드슨은 1881년 6월 29일 6명의 우등생 중 한 명으로 졸업했다.
교육학 학위를 받고 졸업한 후, 그녀는 우스터 공립학교에서 가르쳤다. 도시의 부유한 엘리트들은 그녀의 임명에 항의했고, 학교 위원회는 이를 철회했다.
데이비드슨은 심각한 질병에서 회복하기 위해 햄프턴으로 돌아왔다. 그녀는 또한 플로리다에 있는 미국 요새에서 포로로 풀려난 후 학생으로 등록된 미국 원주민 남성 그룹을 가르치기 시작했다. 그들은 평원 부족 출신의 전사들로 인디언 전쟁에서 붙잡혔던 이들이었다.
햄프턴의 대학원 연사였던 부커 T. 워싱턴은 데이비드슨에게 연락하여 새로운 터스키기 연구소 설립을 도와달라고 요청했다. 그녀는 병에서 회복된 후 1881년 8월 25일에 교사이자 부교장으로 합류했다. 그녀는 불안정한 건강에도 불구하고 이 일에 전념하며 터스키기를 건설하는 데 워싱턴의 파트너가 되었다. 그의 첫 번째 아내, 패니 N. 스미스는 1884년에 사망했다.
1886년 8월 11일, 애선스 (오하이오주)에서 데이비드슨과 워싱턴은 결혼했다. 그녀는 부커 T.의 첫 결혼에서 얻은 자녀인 어린 포샤 워싱턴의 계모 역할을 했다.
1886년, 올리비아 데이비드슨 워싱턴은 앨라배마 주 교사 협회에서 "우리 인종의 여성을 어떻게 더 강하게 만들 것인가?"라는 주제로 연설하며, 교사들이 흑인 소녀들을 "인종의 희망"으로 여기고 그들에게 다가가도록 노력해야 한다고 주장했다. 터스키기에서 재직하는 동안, 그녀는 또한 지역적으로나 미국 북부의 인맥을 통해 학교 기금을 모으는 데 기여했다.

## 사생활과 죽음
워싱턴의 첫째 아들, 부커 T. 워싱턴 주니어는 1887년 5월 29일에 태어났다. 그녀의 둘째 아들, 어니스트 데이비드슨 워싱턴은 1889년 2월 6일에 태어났다. 이틀 후, 터스키기에 있던 워싱턴 가족의 집이 불탔다. 올리비아 워싱턴은 이른 아침 추위에 노출되었고, 아마도 이미 결핵에 걸렸을 것이다. 그녀의 건강은 악화되었고, 세 달 후인 1889년 5월 9일 매사추세츠 종합병원에서 후두 결핵으로 사망했다.